# Aloe nubigena
Aloe nubigena ist eine Pflanzenart der Gattung der Aloen in der Unterfamilie der Affodillgewächse (Asphodeloideae). Das Artepitheton nubigena leitet sich von den lateinischen Worten nubes für ‚Wolke‘ sowie genus für ‚Geburt‘ ab und verweist auf die hohen Höhenlagen, in denen die Art verbreitet ist.

## Beschreibung

### Vegetative Merkmale
Aloe nubigena wächst stammbildend, sprosst und bildet dichte Gruppen. Die Stämme erreichen eine Länge von bis zu 25 Zentimeter und sind 2 Zentimeter dick. Die linealisch spitz zulaufenden Laubblätter sind in der Regel zweizeilig am Trieb angeordnet, manchmal bilden eine Rosette. Die grüne, undeutlich linierte Blattspreite ist bis zu 30 Zentimeter lang und 1,5 Zentimeter breit. Auf ihr sind manchmal nahe der Basis wenige zerstreute weiße Flecken vorhanden. Die Blattunterseite ist weiß gefleckt, wobei die Flecken in Richtung der Blattbasis zahlreicher werden. Die weißen Zähne am  Blattrand sind winzig und stehen 1 bis 2 Millimeter voneinander entfernt. Häufig fehlen sie.

### Blütenstände und Blüten
Der einfache Blütenstand erreicht eine Länge von bis 30 Zentimeter. Die kopfigen Trauben sind etwa 5 bis 6 Zentimeter lang und 5 bis 6 Zentimeter breit. Die eiförmig-spitzen Brakteen weisen eine Länge von bis zu 14 Millimeter auf und sind 8 Millimeter breit. Die scharlachroten, leicht bauchigen Blüten sind grün gespitzt und stehen an 10 bis 25 Millimeter langen Blütenstielen. Sie sind 17 bis 27 Millimeter lang und an ihrer Basis verschmälert. In ihrer Mitte weisen die Blüten einen Durchmesser von etwa 6,5 Millimeter auf. Ihre äußeren Perigonblätter sind nicht miteinander verwachsen. Die Staubblätter und der Griffel ragen nicht aus der Blüte heraus.

### Genetik
Die Chromosomenzahl beträgt {\displaystyle 2n=14}.

## Systematik und Verbreitung
Aloe nubigena ist in der südafrikanischen Provinz Mpumalanga auf felsigem Grasland zwischen Moos und auf Klippen in der Nebelzone in Höhen von 1590 bis 2100 Metern verbreitet.
Die Erstbeschreibung durch Barend Hermanus Groenewald wurde 1936 veröffentlicht.

## Nachweise